# Josef Weigl (Bischof)
Josef Weigl, M.S.C. (* 16. Mai 1913 in Neunburg vorm Wald; † 4. Februar 1985 in Immenstadt im Allgäu) war ein deutscher Geistlicher und römisch-katholischer Bischof von Bokungu-Ikela.

## Leben
Josef Weigl besuchte das Privatgymnasium der Herz-Jesu-Missionare in Liefering/Salzburg und studierte danach an der Universität Innsbruck. 1930 trat er in den Orden der Herz-Jesu-Missionare ein und legte 1931 die Profess ab. Er empfing am 11. Juli 1937 die Priesterweihe. Es folgte 15 Jahre lang Missionstätigkeit in Neuguinea. Während des Zweiten Weltkriegs war er zwei Jahre lang interniert durch die Japaner.
1955 entsandte sein Orden ihn in die Mission in die damals belgische Kolonie Kongo. Papst Johannes XXIII. ernannte ihn am 11. September 1961 zum Bischof von Bokungu im Kongo. Der Erzbischof von Coquilhatville, Hilaire Marie Vermeiren MSC, spendete ihm im Regensburger Dom am 12. November des gleichen Jahres die Bischofsweihe; Mitkonsekratoren waren Josef Hiltl, Weihbischof in Regensburg, und Johannes Neuhäusler, Weihbischof in München und Freising. 1982 trat er aus gesundheitlichen Gründen aus dem Amt zurück.

## Auszeichnungen
- 1962: Ehrenbürger von Neunburg vorm Wald
- 1982: Bundesverdienstkreuz 1. Klasse